# Шталаг 380
Шталаг 380 (нем. Stalag 380) – немецкий лагерь для военнопленных, созданный в Норвегии в декабре 1942 года.
Шталаг 380 являлся главным лагерем Средней Норвегии. Был поделён на две части, располагавшиеся в Оппдале и Древье. Его филиалы размещались в Трёнделаге, Мёре-ог-Ромсдале и Нурланне. К 1945 году лагерь имел 76 отделений, в которых содержалось 6840 военнопленных.